# Doftana
Doftana – wieś w Rumunii, w okręgu Prahova, w gminie Telega. W 2011 roku liczyła 465 mieszkańców.